# Steven Schoop
Steven Schoop (* 11. April 1987) ist ein ehemaliger Schweizer Eishockeyspieler, der zuletzt beim SC Weinfelden in der Regio League unter Vertrag stand. Zuvor spielte er in der National League B beim HC Thurgau.

## Karriere
Steven Schoop begann seine Karriere als Eishockeyspieler in der Jugend der GCK Lions, für deren Profimannschaft er in der Saison 2004/05 sein Debüt in der Nationalliga B gab, wobei er in sieben Spielen punkt- und straflos blieb. Ab 2006 spielte der Verteidiger regelmäßig für die GCK Lions in der NLB. In der Saison 2006/07 stand er zudem in drei Spielen für die Schweizer U20-Eishockeynationalmannschaft in der Nationalliga B auf dem Eis. Mit den ZSC Lions gewann der Linksschütze in der Saison 2008/09 die neugegründete Champions Hockey League, nachdem er sich mit seinem Team im Finale gegen den HK Metallurg Magnitogorsk aus der Kontinentalen Hockey-Liga durchsetzte. Die Saison 2009/10 begann Schoop beim HC Thurgau in der National League B, bevor der Verteidiger vom SC Weinfelden aus der Regio League verpflichtet wurde. Nach der Saison 2010/11 beendete Schoop seine aktive Karriere.

### International
Für die Schweiz nahm Schoop an der U18-Junioren-Weltmeisterschaft 2005 teil, bei der er mit seiner Mannschaft den neunten Platz belegte und in die Division abstieg.

## Erfolge und Auszeichnungen
- 2009 Champions-Hockey-League-Gewinn mit den ZSC Lions